# Stalix omanensis
Stalix omanensis är en fiskart som beskrevs av John Roxborough Norman, 1939. Stalix omanensis ingår i släktet Stalix och familjen Opistognathidae. Inga underarter finns listade i Catalogue of Life.